# L'Impure
L'Impure est un téléfilm français de Paul Vecchiali, diffusé en 1991 sur Antenne 2, adaptation du roman éponyme de Guy des Cars paru en 1946.

## Synopsis
En 1931, à Paris, Chantal, mannequin, rencontre lord Arthur Witney, un Anglais très riche. Il tombe fou amoureux d'elle. Désormais, elle mène une existence de luxe. Bientôt, la naissance d'un petit garçon comble le couple. Un jour, Chantal découvre des tâches suspectes sur sa peau. Le médecin lui annonce qu'elle est atteinte de la lèpre.

## Fiche technique
- Titre : L'Impure
- Réalisation : Paul Vecchiali, assisté de Philippe Morice, Susana Maria Rios Moore
- Adaptation et dialogues : Jacques Espagne, Paul Vecchiali
- Directeur photographie : Raul Perez Ureta, Henri Decamps
- Son : Raul Garcia Aparicio, Christian Vallée
- Musique : Roland Vincent
- Décors : Clorinde Méry, Raul Gregorio Olivia Baluja
- Montage : Wally Rebane
- Production : Telfrance
- Date de diffusion : 1991
- Film français
- Format : Couleur - 1,66:1
- Genre : Film dramatique
- Durée : 200 minutes (deux parties de 1h40)

## Distribution
- Marianne Basler : Chantal Prévost
- Ian Stuart Ireland : Lord Witney
- Françoise Lebrun : Lady Witney
- Agnès Seelinger : Lucienne
- Amadeus August : Robert
- Isabelle Cyr : Agathe
- Dora Doll : Mère Dorothée
- Louise Marleau : Mère Dominique
- Agnese Nano : Sœur Marie-Ange
- Michel Trempont : José Guisoni
- Yuniel Alvarez : Tiare
- Tony Cortes : Fred
- Frédéric Ducasse : Williams
- Erdwin Fernandez : Maloe
- Jérémy Gachon : Daniel
- Omar Valdes : le docteur Watson
- Paloma Abraham : 	Lucy
- Emilio Ariosa : Jenkins
- Catherine Becker : Jenkins
- Cléo Bertrand : Miss Prince
- Ingrid Bourgoin
- Julie Brochen
- René Cabrera
- Colette Cotti : Madame Collard
- Victor Couceiro
- Silvio del Castillo
- Ramon Ensenat  : le Commissaire
- Serge Feuillard : Banduier
- Christine Fromond : l'infirmière Charoin
- Yvan Garouel : un portier
- Michel Guillaume
- Didier Hamon : Maurice
- Marie-Christine Hervy : un portier
- Daniel Jordan
- Liliam Llerena : Jennifer
- Reynaldo Leon : le chauffeur Robert
- Floriana Maudente : Madame Royer
- Antoinette Moya
- Lázaro Núñez : Farrel
- Carlos Padrón : le révérend Hall
- Guy Perrot : 	le chauffeur Witney
- Michel Pilorgé : Albert
- José Ramos : Marin
- Christine Rivière : le mannequin #1
- Jean-Louis Rolland : le Professeur Charoin
- Dimitri Rougeul
- Pierre Senelas
- Idelfonso Tamayo : un prêtre
- Cécile Tanner :
- Ernesto Tapia : Naouri
- Patrick Tringale : un contrôleur
- Maurice Tuech : le Docteur Petit
- Paul Vecchiali : 	Will
- Salvador Wood : le père de Rivera